# Orophochilus stipulaceus
Orophochilus es un género monotípico de plantas con flores perteneciente a la familia Acanthaceae. El género tiene solo una especie de hierbas.
Orophochilus stipulaceus Lindau, es originaria de Perú. 

## Taxonomía
Orophochilus fue descrita por el botánico, pteridólogo y micólogo alemán Gustav Lindau y publicado en Bulletin de l'Herbier Boissier 5(8): 658, en el año 1897.